# Federigo Pizzuti
Federigo Pizzuti, italijanski general, * 10. avgust 1828, † 24. julij 1905.
Med letoma 1904 in 1905 je bil poveljujoči general Korpusa karabinjerjev.